# AAA Championship Car
| AAA Championship Car     | AAA Championship Car            |
| ------------------------ | ------------------------------- |
| Kategoria                | Wyścigi samochodowe             |
| Region                   | Stany Zjednoczone               |
| Organizator              | American Automobile Association |
| Pierwszy sezon           | 1905                            |
| Ostatni sezon            | 1955                            |
| Ostatni mistrz kierowców | Bob Sweikert                    |

AAA Championship Car – seria wyścigowa organizowana z przerwami w latach 1905–1955 w Stanach Zjednoczonych pod szyldem Amerykańskiego Stowarzyszenia Wyścigów Samochodowych (oryg. American Automobile Association, AAA). Seria wystartowała w 1905 roku pod nazwą AAA National Motor Car Championship. Na kolejne wyścigi trzeba było czekać do sezonu 1916, kiedy to zadebiutowała AAA National Championship. Do klasyfikacji serii były wliczane wyniki słynnego wyścigu Indianapolis 500. AAA zaprzestała uczestnictwa w wyścigach samochodowych w 1955 roku po szeregu fatalnych wypadków wyścigowych. Od tej pory organizacją wyścigów zajął się United States Auto Club, a serię przemianowano na USAC National Championship.

## Mistrzowie
| 1905                      | Barney Oldfield   | Barney Oldfield   | Barney Oldfield   |
| 1906–1915: Nie rozgrywano |                   |                   |                   |
| AAA National Championship |                   |                   |                   |
| 1916                      | Dario Resta       | Dario Resta       | Dario Resta       |
| 1917–1919: Nie rozgrywano |                   |                   |                   |
| 1920                      | Gaston Chevrolet  | Gaston Chevrolet  | Gaston Chevrolet  |
| 1921                      | Tommy Milton      | Tommy Milton      | Tommy Milton      |
| 1922                      | Jimmy Murphy      | Jimmy Murphy      | Jimmy Murphy      |
| 1923                      | Eddie Hearne      | Eddie Hearne      | Eddie Hearne      |
| 1924                      | Jimmy Murphy      | Jimmy Murphy      | Jimmy Murphy      |
| 1925                      | Peter DePaolo     | Peter DePaolo     | Peter DePaolo     |
| 1926                      | Harry Hartz       | Harry Hartz       | Harry Hartz       |
| 1927                      | Peter DePaolo     | Peter DePaolo     | Peter DePaolo     |
| 1928                      | Louis Meyer       | Louis Meyer       | Louis Meyer       |
| 1929                      | Louis Meyer       | Louis Meyer       | Louis Meyer       |
| 1930                      | Billy Arnold      | Billy Arnold      | Billy Arnold      |
| 1931                      | Louis Schneider   | Louis Schneider   | Louis Schneider   |
| 1932                      | Bob Carey         | Bob Carey         | Bob Carey         |
| 1933                      | Louis Meyer       | Louis Meyer       | Louis Meyer       |
| 1934                      | Bill Cummings     | Bill Cummings     | Bill Cummings     |
| 1935                      | Kelly Petillo     | Kelly Petillo     | Kelly Petillo     |
| 1936                      | Mauri Rose        | Mauri Rose        | Mauri Rose        |
| 1937                      | Wilbur Shaw       | Wilbur Shaw       | Wilbur Shaw       |
| 1938                      | Floyd Roberts     | Floyd Roberts     | Floyd Roberts     |
| 1939                      | Wilbur Shaw       | Wilbur Shaw       | Wilbur Shaw       |
| 1940                      | Rex Mays          | Rex Mays          | Rex Mays          |
| 1941                      | Rex Mays          | Rex Mays          | Rex Mays          |
| 1942–1945: Nie rozgrywano |                   |                   |                   |
| 1946                      | Ted Horn          | Ted Horn          | Ted Horn          |
| 1947                      | Ted Horn          | Ted Horn          | Ted Horn          |
| 1948                      | Ted Horn          | Ted Horn          | Ted Horn          |
| 1949                      | Johnnie Parsons   | Johnnie Parsons   | Johnnie Parsons   |
| 1950                      | Henry Banks       | Henry Banks       | Henry Banks       |
| 1951                      | Tony Bettenhausen | Tony Bettenhausen | Tony Bettenhausen |
| 1952                      | Chuck Stevenson   | Chuck Stevenson   | Chuck Stevenson   |
| 1953                      | Sam Hanks         | Sam Hanks         | Sam Hanks         |
| 1954                      | Jimmy Bryan       | Jimmy Bryan       | Jimmy Bryan       |
| 1955                      | Bob Sweikert      | Bob Sweikert      | Bob Sweikert      |